# Asijská hokejová liga 2003/2004
Asijská hokejová liga 2003/2004 byla první sezónou Asijské hokejové ligy v Japonsku a Jižní Koreji, které se zúčastnilo celkem 5 týmů (4 z Japonska a 1 z Jižní Koreje). Ze soutěže se nesestupovalo.

## Systém soutěže
V základní části každé družstvo odehrálo celkem 16 zápasů (2× venku a doma). Tým, který se umístil na prvním místě, se stal mistrem ligy.

## Základní část
|  | Vítěz |

| Poř. | Tým                    | Z  | V  | Vpp | R | Ppp | P  | Skóre | B  |
| ---- | ---------------------- | -- | -- | --- | - | --- | -- | ----- | -- |
| 1.   | Nippon Paper Cranes    | 16 | 13 | 0   | 0 | 0   | 3  | 80:49 | 39 |
| 2.   | Kokudo Ice Hockey Club | 16 | 12 | 0   | 0 | 1   | 3  | 78:36 | 37 |
| 3.   | Anyang Halla           | 16 | 5  | 1   | 0 | 0   | 10 | 45:86 | 17 |
| 4.   | Ódži Eagles            | 16 | 5  | 0   | 2 | 0   | 9  | 55:58 | 17 |
| 5.   | HC Nikko Ice Bucks     | 16 | 2  | 0   | 2 | 0   | 12 | 38:67 | 8  |